# 花王名人大賞スペシャル
『花王名人大賞スペシャル』（かおうめいじんたいしょうスペシャル）は、1981年から1989年まで放送された関西テレビと東阪企画の共同制作・フジテレビ系列の『花王名人劇場』の特別番組である。また演芸の賞レースでもある。正式なタイトル名は『花王名人劇場　あなたが選ぶ花王名人大賞』。

## 概要
『花王名人大賞』は、視聴者からの投票などでお笑い・大衆芸能に貢献した人たちを表彰する賞である。更に後述にもある初代林家三平、初代三波伸介などのかつて大人気を博した落語家・コメディアン等の故人を偲ぶ思いを込めての賞も授与する場としても設けられていた。
第1回は全国の視聴者から審査員を公募し日本広告主協会の「第7次民放テレビ局サービスエリア調査」の視聴者人口分布に沿って北海道・東北・関東・中部北陸・東海・関西・中国四国・西日本九州沖縄の8ブロックと10代・20代・30代・40代・50代の年齢で割り当てた全国合計1万人に2段階のアンケートを送付して集計を行った。
受賞会場は1回目が高輪プリンスホテルで行われ、2回目以降からかつて新宿区河田町に在ったフジテレビグランドスタジオにて生中継されていた。
1990年4月に番組が『花王ファミリースペシャル』へと衣替えした事に伴い3月の番組終了前年の1989年の第9回で幕を閉じた。

## 司会者
- 第1回：熱田敏弘（当時・関西テレビアナウンサー）[1]
- 第2～3回：横山やすし・西川きよし
- 第4～7回：桂三枝（現・六代桂文枝）・楠田枝里子
- 第8回：逸見政孝（当時・フジテレビアナウンサー）・楠田枝里子
- 第9回：板東英二・楠田枝里子

## 受賞者

### 大賞
| 回              | 受賞者                   | 受賞者 |
| --------------- | ------------------------ | ------ |
| 1981年（第1回） | 横山やすし・西川きよし   |        |
| 1982年（第2回） | 桂三枝（現・六代桂文枝） |        |
| 1983年（第3回） | 桂枝雀                   |        |
| 1984年（第4回） | 横山やすし・西川きよし   |        |
| 1985年（第5回） | ビートたけし             |        |
| 1986年（第6回） | ビートたけし             |        |
| 1987年（第7回） | オール阪神・巨人         |        |
| 1988年（第8回） | 今いくよ・くるよ         |        |
| 1989年（第9回） | 芦屋雁之助               |        |

### 最優秀名人賞
| 回              | 受賞者           | 受賞者 |
| --------------- | ---------------- | ------ |
| 1984年（第4回） | 桂文珍           |        |
| 1985年（第5回） | オール阪神・巨人 |        |
| 1986年（第6回） | ビートたけし     |        |
| 1987年（第7回） | 該当者なし       |        |
| 1988年（第8回） | 該当者なし       |        |

### 名人賞
| 回              | 受賞者                                                                                         | 受賞者 |
| --------------- | ---------------------------------------------------------------------------------------------- | ------ |
| 1984年（第4回） | 桂文珍・コント・レオナルド・オール阪神・巨人・三遊亭圓楽                                       |        |
| 1985年（第5回） | オール阪神・巨人・ 太平サブロー・シロー・片岡鶴太郎・桂文珍                                    |        |
| 1986年（第6回） | 太平サブロー・シロー・オール阪神・巨人・片岡鶴太郎・コント山口君と竹田君・たけし軍団           |        |
| 1987年（第7回） | オール阪神・巨人・宮川大助・花子・コント山口君と竹田君・太平サブロー・シロー・今いくよ・くるよ |        |
| 1988年（第8回） | 今いくよ・くるよ ・宮川大助・花子・若井小づえ・みどり・正司敏江・玲児・太平サブロー・シロー    |        |

### 落語部門名人賞
| 回    | 放送日   | 放送日                   |
| ----- | -------- | ------------------------ |
| 第1回 | 東京部門 | 5代目三遊亭圓楽          |
| 第1回 | 大阪部門 | 桂三枝（現・六代桂文枝） |
| 第2回 | 東京部門 | 春風亭小朝               |
| 第2回 | 大阪部門 | 桂三枝（現・六代桂文枝） |
| 第2回 | 東京部門 | 春風亭小朝               |
| 第2回 | 大阪部門 | 2代目桂枝雀              |

### 漫才部門名人賞
| 回    | 放送日   | 放送日                 |
| ----- | -------- | ---------------------- |
| 第1回 | 東京部門 | ツービート             |
| 第1回 | 大阪部門 | 横山やすし・西川きよし |
| 第2回 | 東京部門 | ツービート             |
| 第2回 | 大阪部門 | オール阪神・巨人       |
| 第2回 | 東京部門 | コント赤信号           |
| 第2回 | 大阪部門 | オール阪神・巨人       |

### 諸芸部門名人賞
| 回              | 受賞者       | 受賞者 |
| --------------- | ------------ | ------ |
| 1981年（第1回） | 広沢瓢右衛門 |        |
| 1982年（第2回） | 江戸家猫八   |        |
| 1983年（第3回） | 山城新伍     |        |

### 最優秀新人賞
| 回    | 受賞者           | 受賞者 |
| ----- | ---------------- | ------ |
| 第1回 | ザ・ぼんち       |        |
| 第2回 | 今いくよ・くるよ |        |
| 第3回 | 桂文珍           |        |
| 第4回 | 該当者なし       |        |
| 第5回 | たけし軍団       |        |
| 第6回 | シティボーイズ   |        |
| 第7回 | ダウンタウン     |        |
| 第8回 | 清水圭・和泉修   |        |

### 新人賞
| 回    | 受賞者                                                                         | 受賞者 |
| ----- | ------------------------------------------------------------------------------ | ------ |
| 第1回 | ザ・ぼんち ・島田紳助・松本竜介 ・春風亭小朝                                   |        |
| 第2回 | 今いくよ・くるよ ・明石家さんま・コント赤信号                                  |        |
| 第3回 | 桂文珍・ヒップアップ・山田邦子                                                 |        |
| 第4回 | 片岡鶴太郎・太平サブロー・シロー・竹中直人・ミスターマジックSAKOH＆SAYO        |        |
| 第5回 | たけし軍団・コント山口君と竹田君・マジック・ナポレオンズ                       |        |
| 第6回 | シティボーイズ・キッチュ（現・松尾貴史）・ハイヒール・パワーズ・宮川大助・花子 |        |
| 第7回 | ダウンタウン・ハイヒール・伊奈かっぺい・パワーズ・若井小づえ・みどり           |        |
| 第8回 | 清水圭・和泉修 ・まるむし商店・栗田貫一・非常階段・ポップコーン                |        |

### 特別賞
| 回    | 受賞者                 | 受賞者 |
| ----- | ---------------------- | ------ |
| 第1回 | 芦屋雁之助             |        |
| 第2回 | 山田五十鈴             |        |
| 第3回 | 森光子                 |        |
| 第4回 | 該当者なし             |        |
| 第7回 | 夢路いとし・喜味こいし |        |
| 第8回 | 林正之助               |        |

### 大衆賞
| 回    | 受賞者               | 受賞者 |
| ----- | -------------------- | ------ |
| 第1回 | 初代林家三平         |        |
| 第2回 | 泉ピン子・西川きよし |        |
| 第3回 | ビートたけし         |        |
| 第4回 | 該当者なし           |        |
| 第5回 | 明石家さんま         |        |
| 第6回 | 柳家小さん           |        |
| 第7回 | 該当者なし           |        |

### 功労賞
| 回    | 受賞者                 | 受賞者 |
| ----- | ---------------------- | ------ |
| 第2回 | 林家彦六               |        |
| 第3回 | 三波伸介               |        |
| 第4回 | 該当者なし             |        |
| 第5回 | 5代目 三遊亭圓楽       |        |
| 第6回 | 横山やすし・西川きよし |        |
| 第7回 | 該当者なし             |        |
| 第8回 | 内海桂子・好江         |        |

### 特別功労賞
| 回    | 受賞者                   | 受賞者 |
| ----- | ------------------------ | ------ |
| 第4回 | 桂三枝（現・六代桂文枝） |        |

### 最優秀番組賞
| 回    | タイトル                                 | タイトル |
| ----- | ---------------------------------------- | -------- |
| 第4回 | 「爆笑!! ビートたけし独演会2」           |          |
| 第5回 | 「年忘れ爆笑90分！ ビートたけし独演会4」 |          |
| 第6回 | 「さだまさしとゆかいな仲間3」            |          |
| 第7回 | 「吉幾三爆笑ライブ」                     |          |

## 関係項目
- 花王名人劇場
- R-1ぐらんぷり　- 現在行われている関西テレビ発のお笑い賞レースイベント。

1. 1 2  澤田隆治「花王名人大賞にっぽんの芸人392」（レオ企画 1983年）